# Heinz Janisch
Heinz Janisch (* 1960 in Güssing/Burgenland) ist ein österreichischer Kinderbuchautor und Ö1-Redakteur.

## Leben
Janisch studierte Germanistik und Publizistik in Wien. Er ist Journalist beim Rundfunk (Redakteur der ORF-Reihe „Menschenbilder“) und hat zahlreiche Erzählungen, Gedichte und Bilderbücher veröffentlicht. Janischs Werke zeichnen sich durch einen lyrischen Ton aus und wurden in viele Sprachen übersetzt.
Heinz Janisch lebt in Wien und im Burgenland.

## Werke (Auswahl)

### Kinder- und Jugendliteratur

#### Bilderbücher
- Mario, der Tagmaler. Illustrationen von Leszek Wiśniewski. Neuer Breitschopf Verlag, Wien 1989, ISBN 3-7004-0921-4.
- Gute Reise, Leo. Illustrationen von Eugen Sopko. St. Gabriel Verlag, 1993, ISBN 3-85264-407-0.
- Ein Krokodil zuviel. Illustrationen von Gabriele Kernke. Betz Verlag, 1994, ISBN 3-219-10578-5.
- Benni und die sieben Löwen. Illustrationen von Gabriele Kernke. Betz Verlag, 1995, ISBN 3-219-10601-3.
- Sarah und der Wundervogel. Illustrationen von Bernhard Oberdieck. Betz Verlag, 1996, ISBN 3-219-10644-7.
- Die Arche Noah. Illustrationen von Lisbeth Zwerger. Neugebauer Verlag, 1997, ISBN 3-85195-076-3.
- Josef ist im Büro oder der Weg nach Bethlehem. Illustrationen von Gabriele Kernke. Betz Verlag, 1998, ISBN 3-219-10756-7.
- Heut bin ich stark. Illustrationen von Silke Brix-Henker. Betz Verlag, 2000, ISBN 3-219-10828-8.
- Es gibt so Tage... Illustrationen von Helga Bansch. Jungbrunnen Verlag, 2001, ISBN 3-7026-5734-7.
- Wenn Anna Angst hat... Illustrationen von Barbara Jung. Jungbrunnen Verlag, 2002, ISBN 3-7026-5737-1.
- Her mit den Prinzen! Illustrationen von Birgit Antoni. Betz Verlag, 2002, ISBN 3-219-11011-8.
- Schenk mir Flügel. Illustrationen von Selda Marlin Soganci. Np Buchverlag, 2003, ISBN 3-85326-275-9.
- Herr Jemineh hat Glück. Illustrationen von Selda Marlin Soganci. Np Buchverlag, 2004, ISBN 3-85326-286-4.
- Ein ganz gewöhnlicher Montag. Illustrationen von Sabine Wiemers. Betz Verlag, 2004, ISBN 978-3-219-11122-4.
- Der Prinz im Pyjama. Illustrationen von Birgit Antoni. Betz Verlag, 2004, ISBN 3-219-11163-7.
- Bist du morgen auch noch da? Illustrationen von Julia Kaergel. Gabriel Verlag, 2005, ISBN 978-3-522-30070-4.
- Rote Wangen. Illustrationen von Aljoscha Blau. Aufbau Verlag, 2005, ISBN 978-3-351-04062-8.
- Ho ruck! Illustrationen von Carola Holland. Betz Verlag, 2005, ISBN 978-3-219-11200-9
- Krone sucht König. Illustrationen von Helga Bansch. Jungbrunnen Verlag, 2006, ISBN 978-3-7026-5776-5.
- Der Stärkste von allen! Illustrationen von Daniela Bunge. Betz Verlag, 2006, ISBN 978-3-219-11268-9.
- Schatten. Illustrationen von Artem. Bajazzo Verlag, 2007, ISBN 978-3-907588-80-2.
- Der Ritt auf dem Seepferd: Alte und durch wundersame Zufälle neu entdeckte Schriften über die unglaublichen Abenteuer des Carl Friedrich Hieronymus Freiherr von Münchhausen. Illustrationen von Aljoscha Blau. Aufbau Verlag, 2007, ISBN 978-3-351-04074-1.
- Wenn ich nachts nicht schlafen kann. Illustrationen von Helga Bansch. Jungbrunnen Verlag, 2007, ISBN 978-3-7026-5782-6.
- Ich hab ein kleines Problem, sagte der Bär. Illustrationen von Silke Leffler. Betz, München 2007, ISBN 978-3-219-11089-0
- Der König und das Meer, 21 Kürzestgeschichten. Illustrationen von Wolf Erlbruch. Sanssouci, München 2008, ISBN 978-3-8363-0118-3.
- Der Prinz mit der Trompete. Illustrationen von Birgit Antoni. Annette Betz, 2011, ISBN 978-3-219-11487-4 (2013 vom Figurentheater LILARUM als Figurentheater-Inszenierung für Kinder ab 3 Jahren adaptiert).
- Das bin ich. Ich zeig es dir. Illustrationen von Birgit Antoni. Tyrolia, Innsbruck-Wien 2014, ISBN 978-3-7022-3389-1.
- Der rote Mantel: Die Geschichte vom Heiligen Martin, Illustrationen von Birgitta Heiskel, Tyrolia, Innsbruck 2016, ISBN 978-3-7022-3489-8.
- Till Eulenspiegel. Illustrationen von Lisbeth Zwerger. Michael Neugebauer Verlag, Bargteheide 2016, ISBN 978-3-86566-343-6.
- Drei Könige. Illustrationen von Birgitta Heiskel. Tyrolia, Innsbruck-Wien, 2017, ISBN 978-3-7022-3641-0.
- Das Große Rennen. Illustriert von Gerhard Haderer. Jungbrunnen Verlag, Wien, 2018, ISBN 978-3-7026-5921-9
- Wo bin ich? Illustrationen von Isabel Pin. Tyrolia, Innsbruck-Wien, 2019, ISBN 978-3-7022-3796-7.
- Jaguar, Zebra, Nerz. Illustriert von Michael Roher. Tyrolia, Innsbruck-Wien, 2020, ISBN 978-3-7022-3869-8.
- Hans Christian Andersen. Die Reise seines Lebens. Illustration von Maja Kastelic, NordSüd Verlag, Zürich 2020, ISBN 978-3-314-10422-0.
- Das kann ich. Ich zeig es dir. Illustriert von Birgit Antoni. Tyrolia, Innsbruck-Wien, 2021, ISBN 978-3-7022-3953-4.
- Schneelöwe. Illustriert von Michael Roher. Tyrolia, Innsbruck-Wien, 2022, ISBN 978-3-7022-4076-9.
- Das Geheimnis der Füchse. Ein Fall für Jaromir. Illustration von Antje Dreschner, Obelisk Verlag, Innsbruck 2022, ISBN 978-3-99128-084-2.
- Ich war ein unruhiger Kopf. Aus dem Leben des Franz Michael Felder. Illustration von Sophie Weinmann, NordSüd Verlag, Zürich 2024, ISBN 978-3-314-10677-4.
- Auf dem Weg. Illustriert von Helga Bansch. Tyrolia, Innsbruck-Wien, 2024; ISBN 978-3-7026-5989-9
- Gazelle. Illustriert von Michaela Weiß, Bibliothek der Provinz, 2024, ISBN 978-3-99126-106-3

#### Kinderbücher
- Vollmond oder Benedikts Reise durch die Nacht. Neuer Breitschopf, Wien / Stuttgart 1995, ISBN 978-3-7004-1248-9 (mit CD).
- Der rote Pirat und andere Rucksackgeschichten. St. Gabriel Verlag, 1996, ISBN 3-85264-503-4.
- Grüner Schnee, roter Klee. Illustrationen von Susanne Wechdorn. Jungbrunnen Verlag, 1997, ISBN 3-7026-5688-X.
- Der Sonntagsriese. Illustrationen von Susanne Wechdorn. Jungbrunnen Verlag, 1998, ISBN 3-7026-5706-1.
- Ich schenk dir einen Ton aus meinem Saxofon. Illustrationen von Linda Wolfsgruber. Jungbrunnen Verlag, 1999, ISBN 3-7026-5709-6.
- Die Reise zu den Fliegenden Inseln. Jungbrunnen Verlag, 2001, ISBN 3-7026-5731-2.
- Heute will ich langsam sein. Illustrationen von Linda Wolfsgruber. Jungbrunnen Verlag, 2005, ISBN 978-3-7026-5769-7.
- Die kluge Katze: Die schönsten Tiermärchen aus aller Welt. Illustrationen von Marion Goedelt. Betz Verlag, 2006, ISBN 978-3-219-11230-6.
- Nella und der Wind. Illustrationen von Erwin Moravitz. edition lex liszt 12, Oberwart 2012, ISBN 978-3-99016-000-8.
- Wo kann ich das Glück suchen? Illustriert von Linda Wolfsgruber, Jungbrunnen, Wien 2015, ISBN 978-3-7026-5875-5.
- Geschichten aus der Bibel. Illustriert von Lisbeth Zwerger, NordSüd Verlag, Zürich 2016, ISBN 978-3-314-10301-8.
- Der Burgenlandfisch. Knaxi-Fisch-Buch 21. edition lex liszt 12, Oberwart 2018, ISBN 978-3-99016-141-8.
- Der Wilde Hornling. Knaxi-Fisch-Buch 22. edition lex liszt 12, Oberwart 2018, ISBN 978-3-99016-142-5.
- Die zweite Arche, Illustrationen von Hannes Binder, Zürich, Atlantis Verlag, 2019, ISBN 978-3-7152-0761-2.
- Das goldene Zeitalter. Die Metamorphosen des Ovid, Illustrationen von Ana Sender, NordSüd Verlag, Zürich 2022, ISBN 978-3-314-10614-9.

### Erwachsenenliteratur

#### Erzählungen / Gedichte / Belletristik
- Vom Untergang der Sonne am frühen Morgen. Umbruch Verlag, 1989, ISBN 3-900602-07-7.
- Nach Lissabon. Illustrationen von Erwin Moser. Bibliothek der Provinz, 1994, ISBN 3-85252-030-4.
- Schon nähert sich das Meer. Illustrationen von Erwin Moser. Bibliothek der Provinz, 1994, ISBN 3-85252-042-8.
- Lobreden auf Dinge. Illustrationen von Erwin Moser. Bibliothek der Provinz, 1994, ISBN 3-85252-027-4.
- Gesang um den Schlaf gefügig zu machen. Bibliothek der Provinz, 1999, ISBN 3-85252-296-X.
- Einfach du. Illustrationen von Jutta Bauer. Sanssouci, München 2006, ISBN 978-3-7254-1424-6.
- Über die Liebe: Die schönsten Geschichten und Gedichte. Illustrationen von Silke Leffler. Betz Verlag, 2006, ISBN 978-3-219-11275-7.
- Täglich Urlaub! Illustrationen von Selda Marlin Soganci. Sanssouci, München 2007, ISBN 978-3-8363-0055-1.
- Ich ging in Schuhen aus Gras, Illustrationen von Hannes Binder, Atlantis, Zürich 2013, ISBN 978-3-7152-0650-9.

### Herausgeberschaften
- Salbei & Brot: Gerüche der Kindheit. Austria Press Verlag, 1992, ISBN 3-85330-110-X.
- Menschenbilder (Gespräche mit Ilse Aichinger …), hrsg. Hubert Gaisbauer und Heinz Janisch, Wien : Verl. Austria-Press. ISBN 3-85330-105-3
- Morgennatz und Ringelstern: Gedichte von Christian Morgenstern und Joachim Ringelnatz. Illustrationen von Christine Sormann, 2005, ISBN 978-3-219-11229-0.

## Auszeichnungen und Nominierungen
- 1996: Federhasenpreis für "Benni und die sieben Löwen"
- 1998: Österreichischer Förderungspreis für Kinder- und Jugendliteratur
- 1999-05: Instituts für Jugendliteratur – Buch des Monats: "Ich schenk dir einen Ton aus meinem Saxofon"

- 1999-07: Luchs des Monats – "Ich schenk dir einen Ton aus meinem Saxofon"
- 2000: Federhasenpreis für "Zack Bumm!"
- 2004: Kinderbuchpreis der Stadt Wien für "Schenk mir Flügel"
- 2004-08: LesePeter des Monats für Bilderbuch "Ein ganz gewöhnlicher Montag"
- 2005: Kinderbuchpreis der Stadt Wien für "Herr Jemineh hat Glück"
- 2006: Nominierung zum Deutschen Jugendliteraturpreis für "Rote Wangen"
- 2006-08: LesePeter des Monats für Bilderbuch "Ein Haus am Meer"
- 2006: Bologna Ragazzi Award für "Rote Wangen"
- 2006: Auswahlliste Österreichischer Staatspreis für Kinder- und Jugendliteratur
- 2006-01: Instituts für Jugendliteratur – Buch des Monats: "Rote Wangen"
- 2006: In Zehn besondere Bücher zum Andersentag: "Heute will ich langsam sein"

- 2008/2009/2010/2013: Österreichischer Staatspreis für Kinder- und Jugendliteratur (Kategorie Bilderbuch)

- 2009-12: Kröte des Monats: "Wie war das am Anfang"
- 2010: Katholischer Kinder- und Jugendbuchpreis der Deutschen Bischofskonferenz für "Wie war das am Anfang"

- 2013: Schweizer Kinder- und Jugendmedien-Preis

- 2015-11: Buch des Monats: "Der rote Mantel"

- 2016 Katholischer Kinder- und Jugendbuchpreis Empfehlungsliste – "Der rote Mantel"
- 2017-12: Bilderbuch des Monats Dezember 2017 für "Drei Könige"
- 2018: Österreichischer Kunstpreis für Kinder- und Jugendliteratur[1]
- 2020: Großer Preis der Deutschen Akademie für Kinder- und Jugendliteratur[2]
- 2022: Nominierung für Hans Christian Andersen Preis

- 2023: Österreichischer Kinder- und Jugendbuchpreis für "Schneelöwe" mit Michael Roher[3]
- 2023: Nominierung für den Deutschen Jugendliteraturpreis für "Schneelöwe"[4]
- 2024: Christine-Nöstlinger-Preis für Kinder- und Jugendliteratur[5]
- 2024-04/08: Hans Christian Andersen Preis für Schreiben – (Internationaler Kinderbuchpreis) für sein Lebenswerk[6][7]
- 2025: Nominierung für den Deutschen Jugendliteraturpreis für "Auf dem Weg"